# Maria Holaus
Maria Holaus (Brixen im Thale, 19 dicembre 1983) è un'ex sciatrice alpina austriaca specializzata nelle prove veloci.

## Biografia
La Holaus, attiva in gare FIS dal dicembre del 1998, esordì in Coppa Europa il 10 gennaio 2001 a Tignes, piazzandosi 7ª in supergigante; ottenne il primo risultato di prestigio della carriera il 6 febbraio successivo sulle nevi di Verbier, vincendo la medaglia d'argento nella discesa libera ai Mondiali juniores 2001.
In Coppa Europa conquistò quattro vittorie (la prima il 20 gennaio 2002 ad Altenmarkt-Zauchensee in discesa libera, l'ultima il 7 dicembre 2006 a Hemsedal in supergigante) ed esordì in Coppa del Mondo il 13 gennaio 2007 nella discesa libera di Altenmarkt-Zauchensee, classificandosi 4ª. Pochi giorni dopo ottenne l'ultimo podio in Coppa Europa (2ª in supergigante il 17 gennaio a Sankt Moritz) e il primo in Coppa del Mondo, il 27 gennaio nella discesa libera di San Sicario (3ª). Nello stesso anno prese anche parte ai Mondiali di Åre, sua unica presenza iridata, piazzandosi 21ª nella discesa libera, e a fine stagione in Coppa Europa risultò 2ª nella classifica di supergigante.
Il 20 gennaio 2008 conquistò l'unica vittoria in Coppa del Mondo, vincendo il supergigante di Cortina d'Ampezzo sull'Olimpia delle Tofane, e il 2 febbraio dello stesso anno a Sankt Moritz salì per l'ultima volta sul podio nel circuito (2ª in discesa libera). La sua ultima gara in carriera fu il supergigante di Coppa del Mondo disputato a Val-d'Isère il 20 dicembre 2009, che chiuse al 20º posto.

## Palmarès

### Mondiali juniores
- 1 medaglia:
  - 1 argento (discesa libera a Verbier 2001)

### Coppa del Mondo
- Miglior piazzamento in classifica generale: 25ª nel 2008
- 3 podi:
  - 1 vittoria
  - 1 secondo posto
  - 1 terzo posto

#### Coppa del Mondo - vittorie
| Data            | Località          | Paese  | Specialità |
| --------------- | ----------------- | ------ | ---------- |
| 20 gennaio 2008 | Cortina d'Ampezzo | Italia | SG         |

Legenda:

SG = supergigante

### Coppa Europa
- Miglior piazzamento in classifica generale: 12ª nel 2007
- 7 podi:
  - 4 vittorie
  - 3 secondi posti

#### Coppa Europa - vittorie
| Data            | Località              | Paese    | Specialità |
| --------------- | --------------------- | -------- | ---------- |
| 20 gennaio 2002 | Altenmarkt-Zauchensee | Austria  | DH         |
| 22 gennaio 2002 | Altenmarkt-Zauchensee | Austria  | DH         |
| 17 marzo 2006   | Altenmarkt-Zauchensee | Austria  | DH         |
| 7 dicembre 2006 | Hemsedal              | Norvegia | SG         |

Legenda:

DH = discesa libera

SG = supergigante

### Campionati austriaci
- 1 medaglia[1]:
  - 1 oro (discesa libera nel 2006)

### Campionati austriaci juniores
- 4 medaglie[1]:
  - 1 oro (slalom gigante nel 2001)
  - 2 argenti (discesa libera, supergigante nel 2000)
  - 1 bronzo (discesa libera nel 1999)

## Statistiche
Durante la sua carriera partecipò a 28 gare di Coppa del Mondo vincendone una e arrivando altre due volte a podio, per un totale di dieci piazzamenti tra le prime dieci.